# Кохі
Кохі (груз. კოხი) — село в Грузії.
За даними перепису населення 2014 року в селі проживає 599 осіб.